# Kutama
I Kutāma (in arabo ﻛﺘﺎﻣـة‎?) sono una tribù berbera del nord-est dell'Algeria. La tribù ha svolto un ruolo storico-istituzionale importante, e talvolta determinante, durante l'epoca medievale islamica nel centro del Nordafrica, contribuendo potentemente all'affermazione dell'Imamato fatimide che portò alla caduta degli Aghlabidi.
Divennero vassalli fatimidi e costituirono una dinastia berbera a sud dell'Italia, in Sicilia. Saranno poi alleati degli Ziridi. Tuttavia una divergenza tra Ziridi e Kutuma generò un conflitto fra questi gruppi. I Kutama si spostarono verso l'Egitto, per aiutare i Fatimidi e fondarono la città del Cairo.

## Storia dei Kutama
Gruppo berbero conosciuto dall'antichità per l'essere insediato nella Piccola Cabilia e classificato all'interno della popolazione dei "Bavar", esso fu chiamato dai Romani di Ukutamanorum, poi di Ucutamani dai Bizantini, ma fu nel Medioevo che la sua notorietà si accrebbe:
1. Una riunificazione strumentalizzata: nell'893, un missionario-propagandista (dāʿī ) ismailita, Abū ʿAbd Allāh al-Shiʿī giunge a Mecca dove incontra alcuni berberi Kutama kharigiti di cui intuisce un intenso sentimento anti-abbaside sunniti. In effetti questi Berberi manifestano una feroice ostilità agli Aghlabidi, la dinastia emirale che regnava con l'autorizzazione califfale in Ifriqiya, confermata dalla politica del califfo del momento al-Muʿtaḍid. Abū ʿAbd Allāh riunisce i Kutāma e prepara il terreno per il suo signore, Ubayd Allah al-Mahdi, un esponente sciita ismailita di Siria che si presenta come il Mahdi atteso dagli ismailiti e la cui ambizione è di rivendicare il califfato universale nella Dār al-Islām.
2. Il principale attore della conquista fatimide: nel 903 i Kutāma, ormai convertiti allo Sciismo, ma anche all'ideologia ismailita di al-Mahdī, avviarono l'insurrezione. Il 19 marzo 909, i Kutāma sconfissero definitivamente gli Aghlabidi, dinastia emirale installata dagli Abbasidi nell'Ifriqiya, nei pressi di al-Urbus. Sei giorni l'esercito di al-Mahdī entrò nella loro capitale di Raqqāda, che rimase capitale anche fatimide per breve tempo, prima che fosse fondata pochi anni dopo Mahdiyya. I Fatimidi, il cui esercito era solidamente impiantato attorno al suo consistente nucleo di guerrieri Kutāma, conquistarono oltre mezzo secolo più tardi l'Egitto, dopo due tentativi falliti, grazie al loro comandante Jawhar al-Ṣiqillī (il Siciliano)[1] che entrò ad al-Fustāt il 7 luglio del 969, dopo una sapiente organizzazione delle forze militari fatimidi, e l'avvenuta corruzione o conversione dei più importanti responsabili ikhshididi e una debilitante serie di carestie che avevano affamato la popolazione egiziana.

I Fatimidi fondarono a nordest il nucleo fortificato della nuova capitale, Il Cairo (al-Qāhira, ossia "la Vittoriosa").
I Fatimidi lasciarono progressivamente l'amministrazione della Sicilia nelle mani dei Kalbiti siciliani e quella dell'Ifrīqiya in quelle dei loro vassalli Ziridi (dal nome del loro principale esponente, il berbero kutāma Buluggin ibn Ziri (in arabo Buluqqīn b. Zīrī, più tardi resosi indipendente dal Cairo).